# Anna Michajlovna Volkonskaja
Anna Michajlovna Volkonskaja, (in russo: А́нна Миха́йловна Волконская) (9 luglio 1749 – 11 ottobre 1824), è stata una nobildonna russa.

## Biografia
Era la figlia di Michail Nikitič Volkonskij, e di sua moglie, Elizaveta Alekseevna Makarova.
Nel 1765 venne nominato damigelle d'onore. Nel settembre 1775 venne annunciato il suo fidanzamento con il principe Pëtr Michajlovič Golicyn, in presenza dell'imperatrice. Tuttavia, nel novembre 1775, il principe Golicyn rimase ucciso in un duello.

## Matrimonio
Nel 1780 sposò il generale Aleksandr Aleksandrovič Prozorovskij. Ebbero due figlie:
- Elizaveta Aleksandrovna (22 giugno 1781-20 giugno 1795);
- Anna Aleksandrovna (28 dicembre 1782-12 dicembre 1863), sposò Fëdor Sergeevič Golicyn, ebbero nove figli.

Nel 1815 accompagnò l'imperatrice Elizaveta durante un tour all'estero, per il quale ricevette, al suo ritorno a San Pietroburgo in segno di apprezzamento, un piccolo ritratto dell'imperatrice in un medaglione decorato con diamanti.

## Morte
Morì l'11 ottobre 1824.